# Martin Kasálek
Martin Kasálek (* 8. září 1980, Brno, Československo) je český fotbalový obránce, který momentálně působí v TJ Svitavy.

## Klubové statistiky
Aktuální k 17. prosincu 2012
| Sezona | Klub                     | Země      | Soutěž   | Zápasy | Góly |
| ------ | ------------------------ | --------- | -------- | ------ | ---- |
| 99/00  | FC Zeman Brno            | Česko     | 3. liga  | ?      | 1    |
| 00/01  | FC Sparta Brno           | Česko     | 4. liga  | ?      | ?    |
| 01/02  | FC Dosta Bystrc-Kníničky | Česko     | 4. liga  | ?      | ?    |
| 02/03  | FC VMG Kyjov             | Česko     | 3. liga  | ?      | 0    |
| 03/04  | 1. SC Znojmo             | Česko     | 3. liga  | ?      | 0    |
|        | FK Kunovice              | Česko     | 2. liga  | 12     | 0    |
| 04/05  | FK Kunovice              | Česko     | 2. liga  | 10     | 0    |
| 05/06  | FK Kunovice              | Česko     | 2. liga  | 20     | 2    |
| 06/07  | FC Dosta Bystrc-Kníničky | Česko     | 2. liga  | 14     | 1    |
|        | AS Trenčín               | Slovensko | 1. liga  | 13     | 0    |
| 07/08  | AS Trenčín               | Slovensko | 1. liga  | 16     | 0    |
| 08/09  | AS Trenčín               | Slovensko | 2. liga  | 5      | 0    |
|        | FC Hradec Králové        | Česko     | 2. liga  | 13     | 2    |
| 09/10  | FC Hradec Králové        | Česko     | 2. liga  | 25     | 1    |
| 10/11  | FC Hradec Králové        | Česko     | 1. liga  | 20     | 1    |
| 11/12  | FC Zbrojovka Brno        | Česko     | 2. liga  | 14     | 0    |
|        | FC Zbrojovka Brno B      | Česko     | 3. liga  | 2      | 0    |
| 12/13  | TJ Svitavy               | Česko     | Divice C | 1      | 0    |
|        | celkem 1. liga (CZ)      |           |          | 20     | 1    |
|        | celkem 1. liga (SK)      |           |          | 29     | 0    |
|        | celkem 2. liga (CZ)      |           |          | 108    | 6    |
|        | celkem 2. liga (SK)      |           |          | 5      | 0    |